# Mukisanu
Mukisanu (dmu-ki-šā-nu) hurri istennő, akit a hattuszaszi dokumentumokból ismerünk. A név Mukis térség nevéből származik a hurri -ān- képzővel. A hettita változat alanyesete mindig dmu-ki-ša-nu-uš (ejtsd Mukiszanusz), a hurri Kumarbi-ciklusban azonban dmu-u2-ki-ša-nu-un. A Kumarbi-mítoszon kívül szerepet kap a Hedammu-mítoszban, ahol Arunasz tengeristen titkos találkozóját szervezi meg, valamint az Ullikummi-történetben.
Mukisanu részévé vált a szamuhai Sausga kultuszának és a neriki a purulijasz-ünnepnek is, ezekben a hegyek istennőjeként (vö. Vaszitta terhessége). Az eposzban Kumarbi hírvivője, aki a „Tengerhez hasonlónak” nevezi. Ez a részlet az Ullikummi-mítoszban Taszmiszusz küldetéséhez hasonlít.